# Estación Tamaya
Tamaya fue una estación de ferrocarril que se hallaba en el centro del pique de Tamaya, ubicado en la comuna de Ovalle, en la Región de Coquimbo de Chile. Fue parte del Ramal Tongoy-Ovalle y actualmente se encuentra inactiva, con las vías levantadas.

## Historia
La estación fue parte del subramal inaugurado en 1868 y que conectaba la localidad de Cerrillos con el pique de Tamaya, específicamente en las cercanías de la mina San José —razón por la cual algunas fuentes también denominan a la estación con dicho nombre—. Entre esta estación y la estación Sauce se encontraban otros 3 paraderos secundarios, denominados Recreo, Pique y Rosario, destinados a ofrecer facilidades de transporte a dichas minas y las ubicadas en las cercanías.
Se encontraba a una distancia de 17 km de la estación Cerrillos según José Olayo López (1910). En mapas oficiales de 1929 la estación continuaba apareciendo, si bien la actividad minera en el sector había decaído.
La estación dejó de prestar servicios cuando fue clausurada junto con el resto del ramal en 1938 y las vías fueron levantadas.